# EID1
EID1 (англ. EP300 interacting inhibitor of differentiation 1) – білок, який кодується однойменним геном, розташованим у людей на короткому плечі 15-ї хромосоми. Довжина поліпептидного ланцюга білка становить 187 амінокислот, а молекулярна маса — 20 876.
| 10         |  | 20         |  | 30         |  | 40         |  | 50         |
| ---------- |  | ---------- |  | ---------- |  | ---------- |  | ---------- |
| MSEMAELSEL |  | YEESSDLQMD |  | VMPGEGDLPQ |  | MEVGSGSREL |  | SLRPSRSGAQ |
| QLEEEGPMEE |  | EEAQPMAAPE |  | GKRSLANGPN |  | AGEQPGQVAG |  | ADFESEDEGE |
| EFDDWEDDYD |  | YPEEEQLSGA |  | GYRVSAALEE |  | ADKMFLRTRE |  | PALDGGFQMH |
| YEKTPFDQLA |  | FIEELFSLMV |  | VNRLTEELGC |  | DEIIDRE    |  |            |

A: Аланін

C: Цистеїн

D: Аспарагінова кислота

E: Глутамінова кислота

F: Фенілаланін

G: Гліцин

H: Гістидин

I: Ізолейцин

K: Лізин

L: Лейцин

M: Метіонін

N: Аспарагін

P: Пролін

Q: Глутамін

R: Аргінін

S: Серин

T: Треонін

V: Валін

W: Триптофан

Кодований геном білок за функцією належить до репресорів. 
Задіяний у таких біологічних процесах, як транскрипція, регуляція транскрипції, клітинний цикл, диференціація клітин, альтернативний сплайсинг. 
Локалізований у цитоплазмі, ядрі.